# Париж (река)
Париж (словац. Paríž) — река в Словакии, протекает по району Нове-Замки Нитранского края. Правый приток Грона (бассейн Дуная). Длина — 38,61 км, площадь водосбора — 232,78 км²:61.
Берёт начало севернее деревни Кольта, проходит через неё и течёт на юг. Далее протекает через Дубник и поворачивает на юго-восток. Постепенно забирая к северу проходит мимо населённых пунктов Рубань, Стреков, Нова-Вьеска и Гбельце. Выравниваясь в восточном направлении протекает мимо деревень Шаркан, Дива и Каменни-Мост, где и впадает в Грон.